# Rosana (manzana)
Rosana® es una  variedad cultivar de manzano (Malus domestica).
El fruto tiene pulpa de color blanco amarillento, textura medianamente firme, sabor muy jugosa, medianamente aromática, refrescante, en general buena a muy buena. Su zona óptima para el cultivo es USDA Hardiness Zones 5 a 8.

## Historia
'Rosana' es una variedad de manzana, a partir del cruce de 'Jolana' x 'Lord Lambourne'. Criado en la Estación experimental checa AVČR e Strížovice, década de 1980; introducida comercialmente en 1990.

## Características
'Rosana' es un árbol que crece moderadamente fuerte, bien cubierto de madera fértil, forma copas erguidas a extendidas que no son muy difíciles de cortar, florece moderadamente tarde, es un buen polinizador, en flor es resistente al clima frío. Resistente a la sarna del manzano gracias a la presencia del gen Vf. Portador de espuela de fructificación. Cosechas anuales moderadamente copiosos, necesita de aclareo de los frutos para que alcancen una mayor talla tiene un tiempo de floración que comienza a partir del 5 de mayo con el 10% de floración, para el 10 de mayo tiene una floración completa (80%), y para el 16 de mayo tiene un 90 % caída de pétalos.
'Rosana' tiene frutos de tamaño medio a grande, con forma esférica a esférica aplanada, con nervaduras débiles, corona débil; epidermis medianamente gruesa, lisa, ligeramente grasosa, a veces con ligero ruginoso-"russeting", con color de fondo amarillo verdoso, sobre color en 1/2 a 3/4 de la superficie con veteado o chapas de color rojo brillante a oscuro, ruginoso-"russeting" (pardeamiento áspero superficial que presentan algunas variedades) bajo; cáliz grande y cerrado, a veces parcialmente abierto, colocado en una cuenca medianamente profunda y media, rodeada por una corona ligeramente nudosa; pedúnculo de corto a mediano y se encuentra en una cavidad poco profunda; pulpa de color blanco amarillento, textura medianamente firme, sabor muy jugosa, medianamente aromática, refrescante, en general buena a muy buena.
Su época de recogida a partir de mediados de septiembre 2-3 semanas antes de 'Golden Delicious', madura para el consumo alrededor de 14 días después de la cosecha y se puede almacenar hasta febrero. Se mantiene 6 meses en almacenamiento en frío. Los sabores completos se desarrollan dos o tres semanas después de la cosecha.

## Usos
Un fruto excelente como postre de manzana de mesa fresca.

## Ploidismo
Diploide auto estéril; necesita polinizador. Grupo de polinización C. Día 10.

## Susceptibilidades
- Sarna del manzano: no presenta a ninguna de las variedades de esta infección gracias a la presencia del gen Vf.[9]
- Fuego bacteriano del manzano: ataque débil
- Mildiu: moderadamente propenso al ataque del mildiú polvoriento de la manzana.[7]